# Ehrenschwinden
Ehrenschwinden ist ein Gemeindeteil der Gemeinde Ehingen im Landkreis Ansbach (Mittelfranken, Bayern). Ehrenschwinden liegt in der Gemarkung Beyerberg.

## Geografie
Der Weiler liegt in einer Waldlichtung am Moosgraben, der hier als Naturschutzgebiet ausgezeichnet ist und ein linker Zufluss des Lentersheimer Mühlbachs ist, der wiederum ein linker Zufluss der Wörnitz ist. 250 Meter südwestlich befindet sich der Grillenbuck (463 m ü. NHN). Im Norden jenseits des Moosgrabens liegt das Haidholz. Eine Gemeindeverbindungsstraße führt nach Lentersheim zur Staatsstraße 2248 (3,5 km südöstlich) bzw. die Kreisstraße AN 49 kreuzend nach Brunn (0,8 km nordwestlich).

## Geschichte
Das Hochgericht übte das ansbachischen Oberamt Wassertrüdingen aus. Die Dorf- und Gemeindeherrschaft hatte das Kastenamt Wassertrüdingen. Gegen Ende des 18. Jahrhunderts gab es in Ehrenschwinden 5 Anwesen und – gemeinsam mit Brunn – ein Gemeindehirtenhaus. Grundherren waren ansbachische Ämter (Kastenamt Hohentrüdingen: 1 Hof; Kastenamt Wassertrüdingen: 2 Halbhöfe, 1 Söldengut) und der Hochstift Eichstätt (Kastenamt Ornbau: 1 Gut). Von 1797 bis 1808 unterstand der Ort dem Justiz- und Kammeramt Wassertrüdingen.
Infolge des Gemeindeedikts wurde Ehrenschwinden dem 1809 gebildeten Steuerdistrikt und Ruralgemeinde Beyerberg zugeordnet. Im Zuge der Gebietsreform in Bayern wurde Ehrenschwinden am 1. Juli 1972 nach Ehingen eingemeindet.

### Einwohnerentwicklung
| Jahr      | 001818 | 001840 | 001861 | 001871 | 001885 | 001900 | 001925 | 001950 | 001961 | 001970 | 001987 |
| Einwohner | 31     | 31     | 40     | 34     | 24     | 24     | 31     | 34     | 22     | 20     | 14     |
| Häuser    | 6      | 7      |        |        | 6      | 5      | 5      | 5      | 5      |        | 6      |
| Quelle    | [ 11 ] | [ 12 ] | [ 13 ] | [ 14 ] | [ 15 ] | [ 16 ] | [ 17 ] | [ 18 ] | [ 19 ] | [ 20 ] | [ 1 ]  |

## Religion
Der Ort ist seit der Reformation evangelisch-lutherisch geprägt und bis heute nach St. Johannes der Täufer (Dambach) gepfarrt. Die Einwohner römisch-katholischer Konfession sind nach Herz Jesu (Bechhofen) gepfarrt.